# Palácio Real d'O Pardo

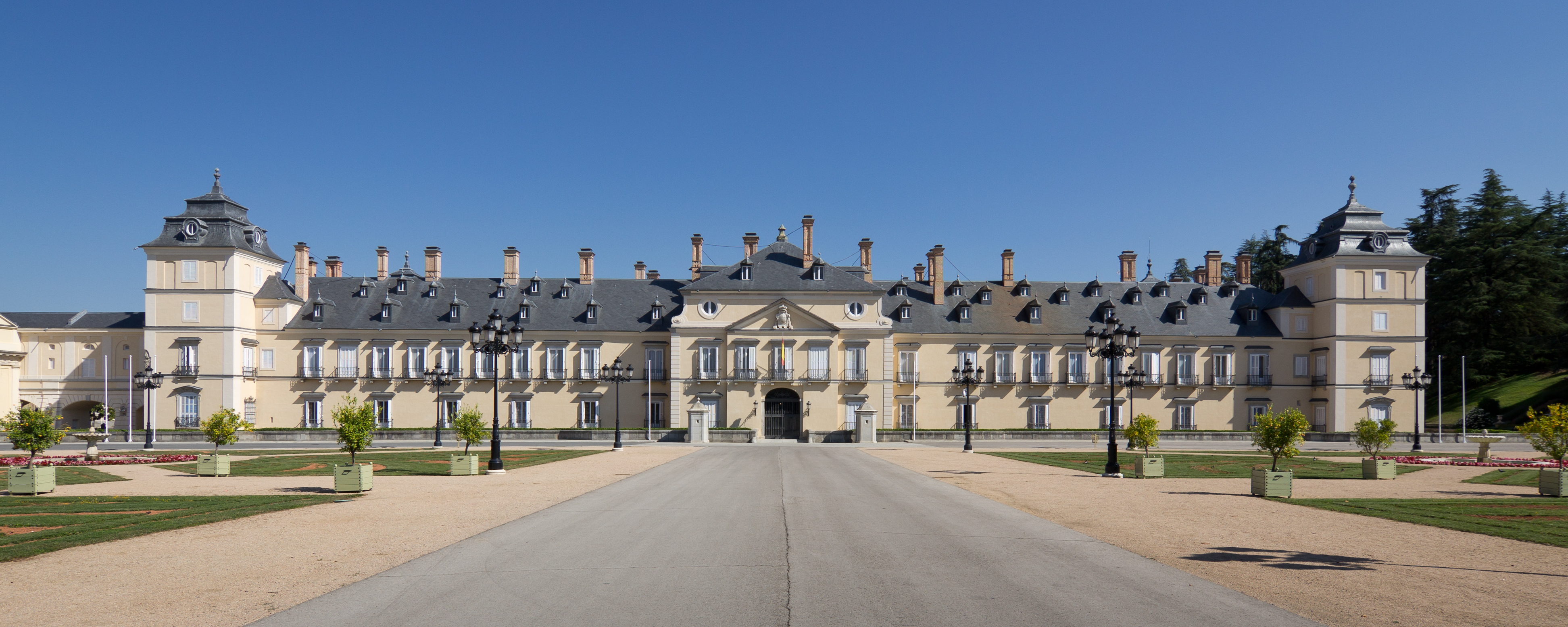
Fachada principal do Palácio Real d'O Pardo.

O Palácio Real d'O Pardo é um palácio Real da Espanha. Situa-se no bairro madrileno d'O Pardo, no monte protegido com o mesmo nome. A sua gestão é da competência do "Patrimonio Nacional", organismo estatal do qual dependem as propriedades que estiveram nas mãos da Coroa Espanhola.

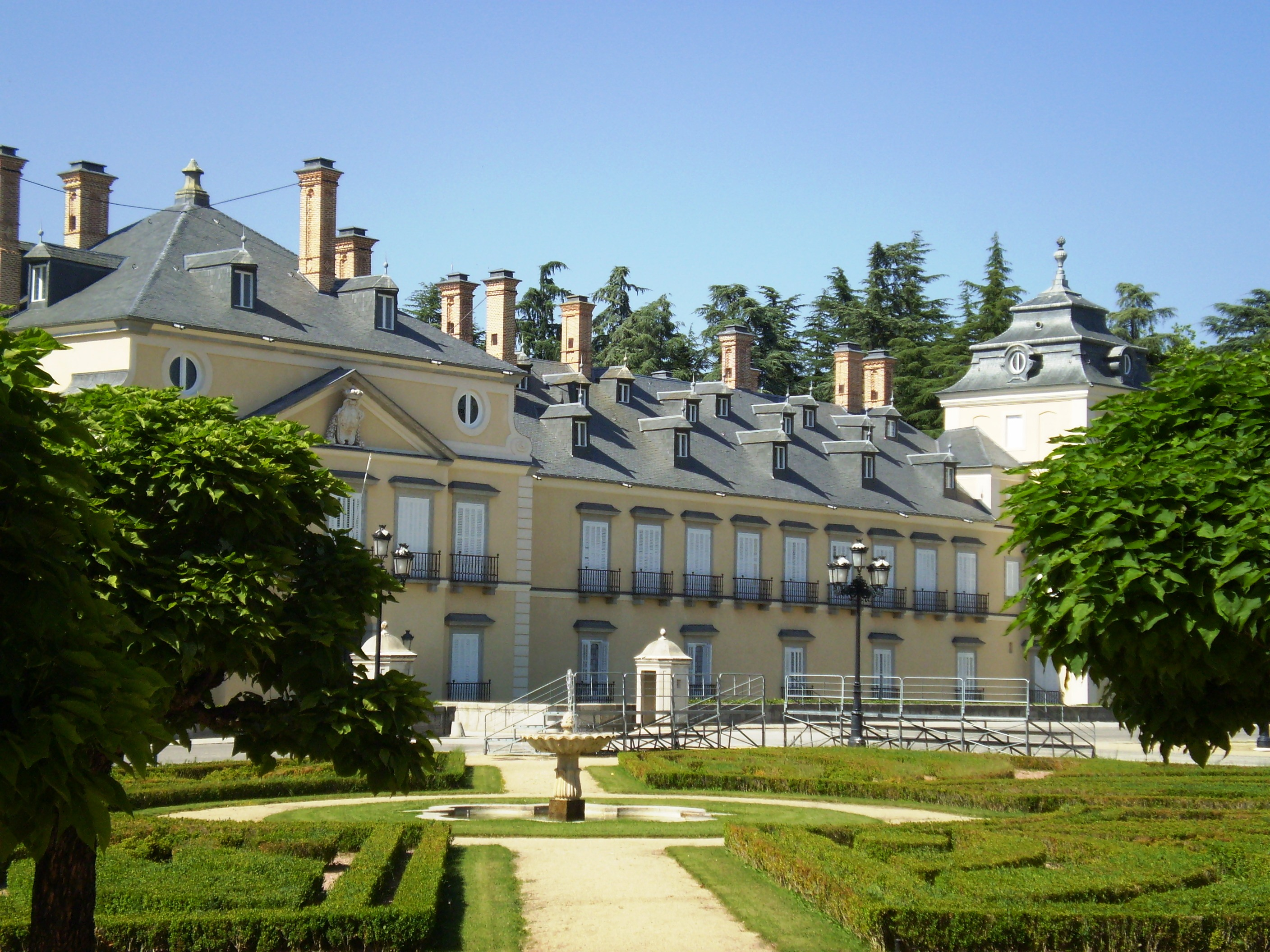
Vista parcial da fachada do Palácio Real d'O Pardo.

O palácio foi construído, no século XVI, a partir de um edifício preexistente do século XV. O Seu aspecto actual corresponde às reformas e ampliações empreendidas no século XVIII, por ordem do Rei Carlos III, nas quais participou o arquitecto Francesco Sabatini.
Nos arredores do edifício foi crescendo um pequeno núcleo urbano que, com o tempo, deu lugar à aldeia de El Pardo, a qual integra, hoje em dia, o perímetro municipal de Madrid, como um dos oito bairros do distrito de Fuencarral-El Pardo.
Além do seu valor arquitectónico, o palácio destaca-se pela sua decoração interior, representativa de diferentes épocas históricas, assim como pelas obras de arte que se conservam nas suas salas, entre as quais se encantram algumas telas de Juan de Flandes, correspondentes à colecção iniciada por Felipe II (na sua maior parte desaparecida), e de José de Ribera. Também é especialmente relevante a sua colecção de tapetes do século XVIII, na qual figuram cinco das séries mais conhecidas Goya.

## História

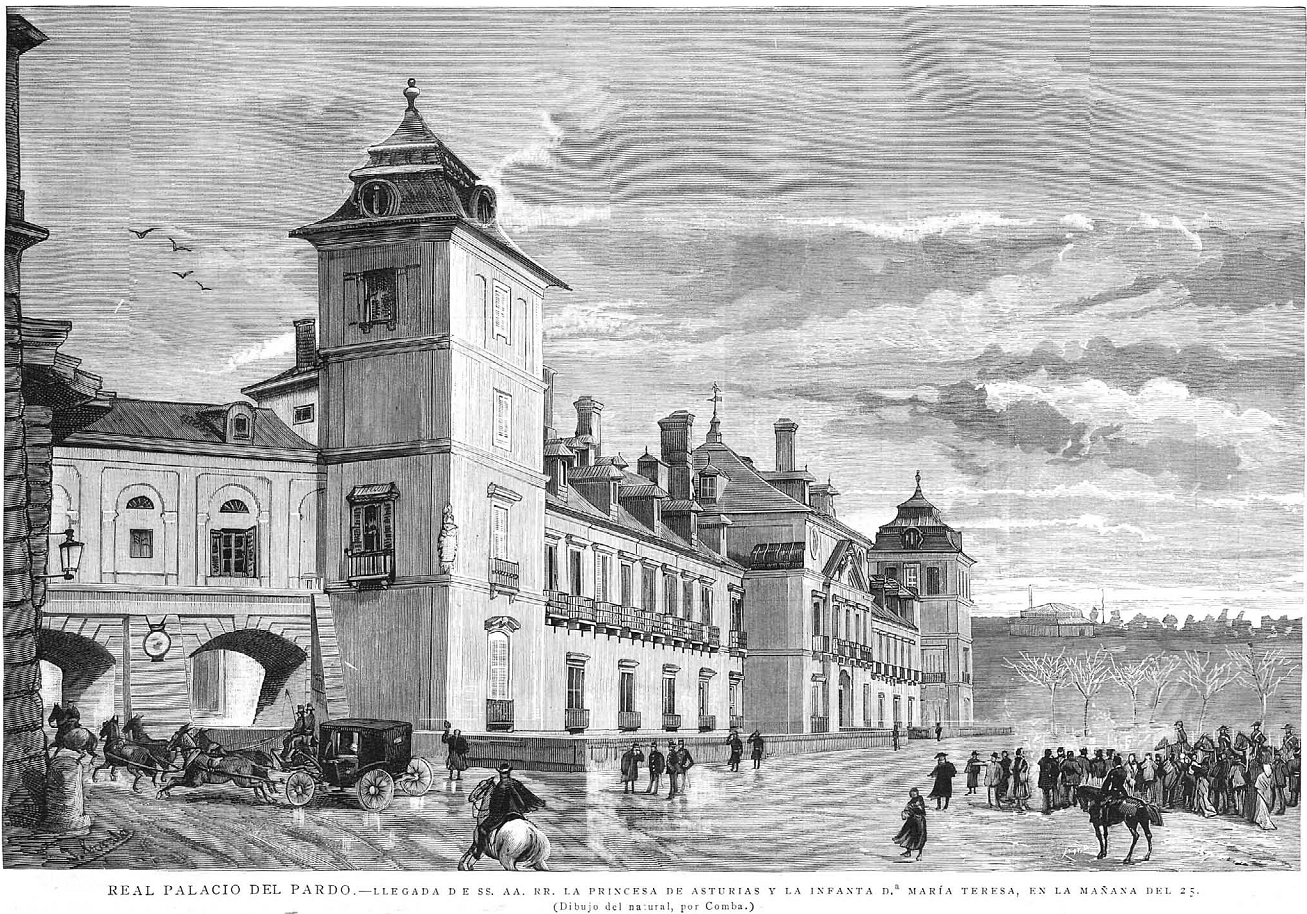
Vista da fachada principal do palácio numa gravura de 1885.

As origens deste palácio remontam ao ano de 1405, quando o Rei Henrique III de Castela ordenou a construção de uma Casa Real no Monte de El Pardo, lugar que o monarca frequentava devido à sua riqueza cinegética. Henrique IV de Castela, por sua vez, edificou sobre a mesma um pequeno castelo.
Posteriormente, o Imperador Carlos I determinou a conversão deste castelo em palácio, a partir de um primeiro desenho de Luis de Vega, autor, igualmente, do Palacio de Valsaín. As obras começaram em 1547 e foram concluídas em 1558, já durante o reinado de Filipe II, com o impulso do arquitecto Juan de Vergara.

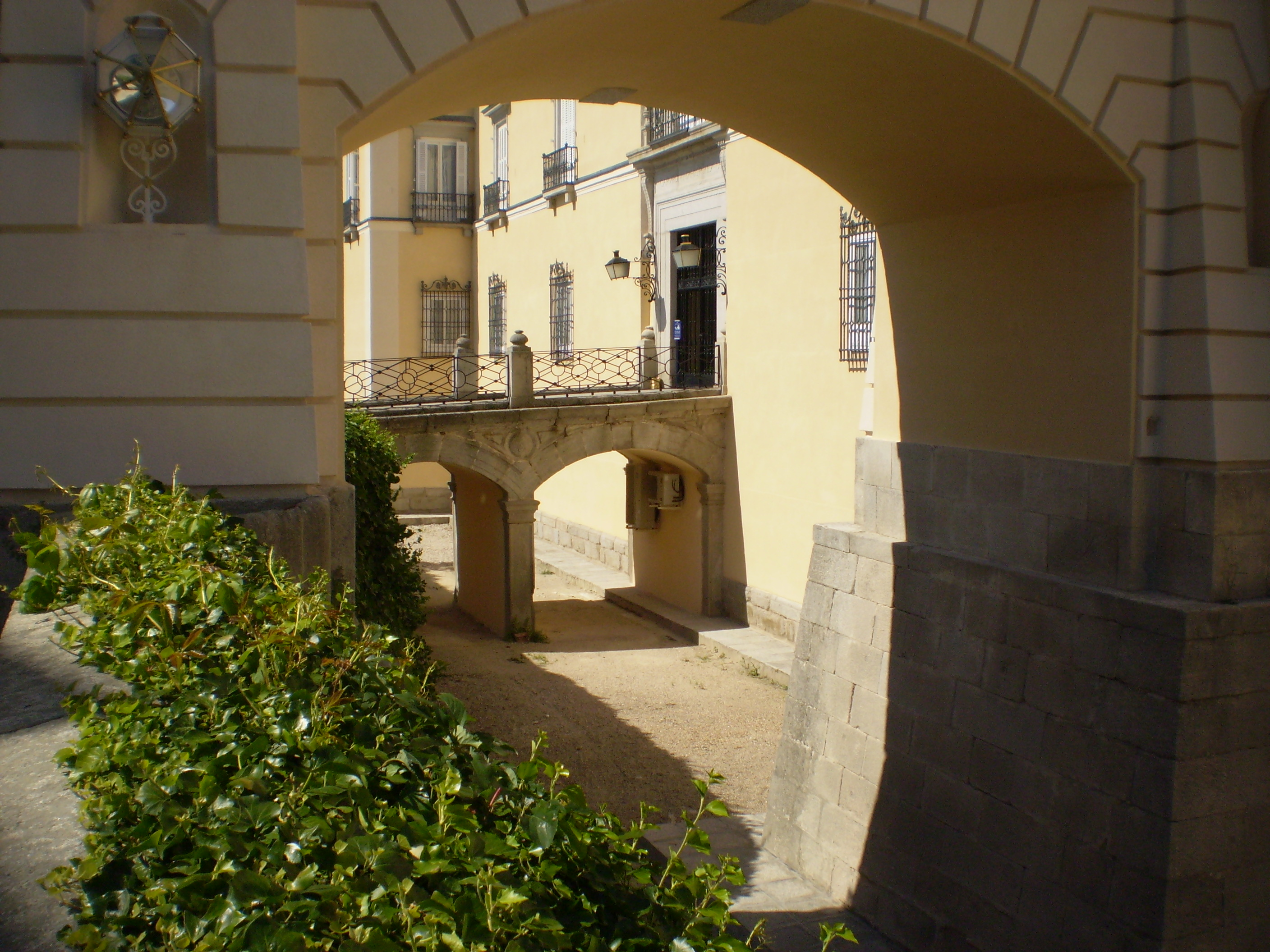
O palácio conserva o fosso do castelo medieval sobre o qual se ergue.

No dia 13 de Março de 1604 ocorreu um grande incêndio que destruíu uma boa parte do palácio e a maioria das obras pictóricas ali depositadas. Nesse mesmo ano, o Rei Filipe III decretou a sua reconstrução com um orçamento de 80.000 ducados, concedendo a direcção da obra a Francisco de Mora, o mesmo que havia sucedido a Juan de Herrera na exdcução do Mosteiro de São Lourenço do Escorial.
Em 1772, Carlos III promoveu obras de melhoria e ampliação do palácio, as quais encomendou a Francesco Sabatini, um dos arquitectos do Palacio Real de Madrid.
Foi neste palácio que faleceu Afonso XII, no ano de 1885. Em 1898, a sua viúva, a Rainha regente Maria Cristina, ordenou a conversão da sala onde ocorreu o óbito num oratório.
No século XX, uma vez terminada a Guerra Civil Espanhola, o edifício foi objecto de uma série de obras para servir de habitação a Francisco Franco. Depois da morte do estadista, foram empreendidas novas obras para proceder à sua adaptação a lugar de alojamento dos chefes de estado e autoridades em visita à Espanha. A celebração dos actos oficiais e sociais por parte da Família Real Espanhola é outro dos seus usos actuais.

## Descrição

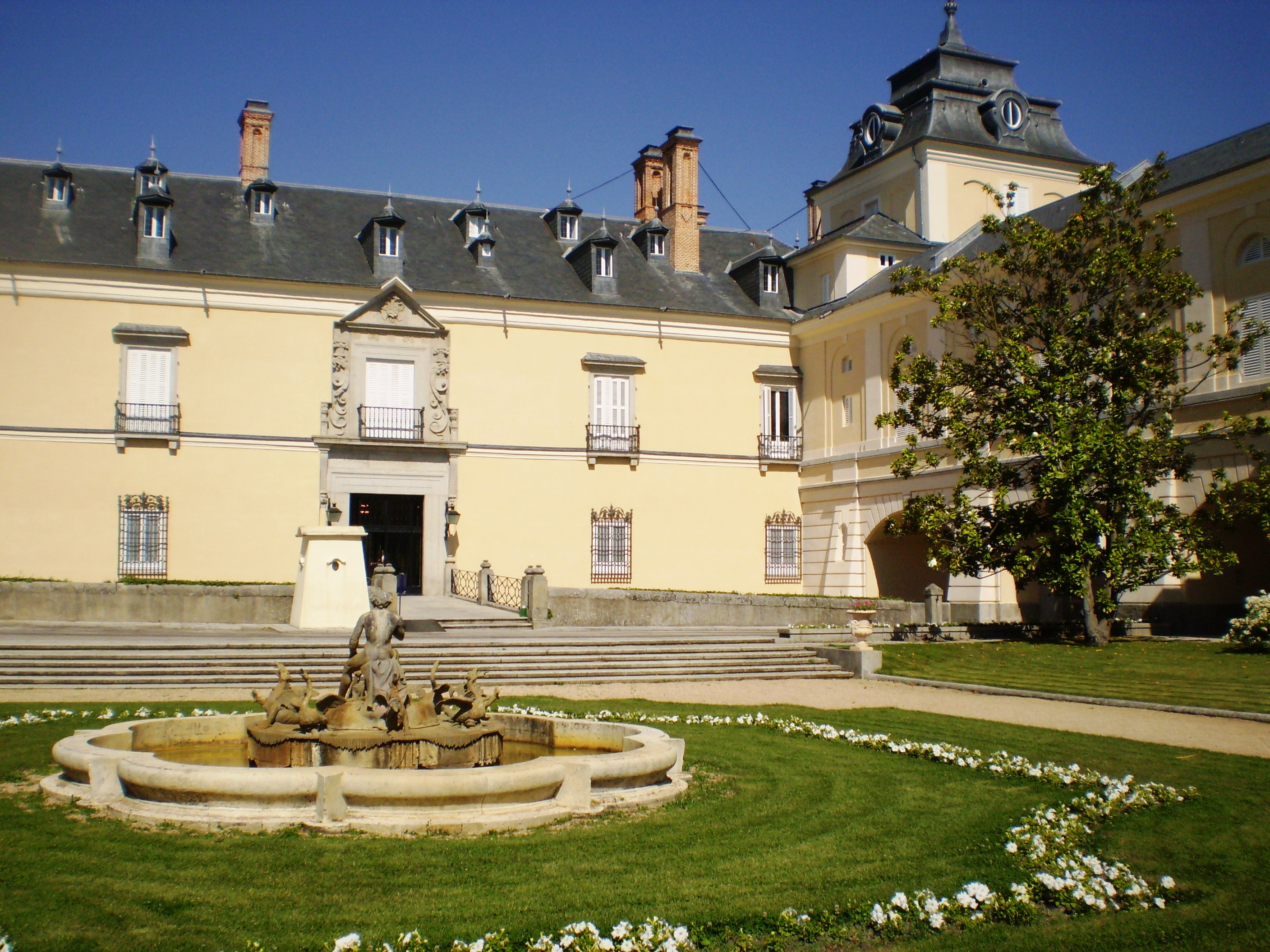
Fachada lateral do palácio, a que dá acesso ao Pátio dos Áustrias.

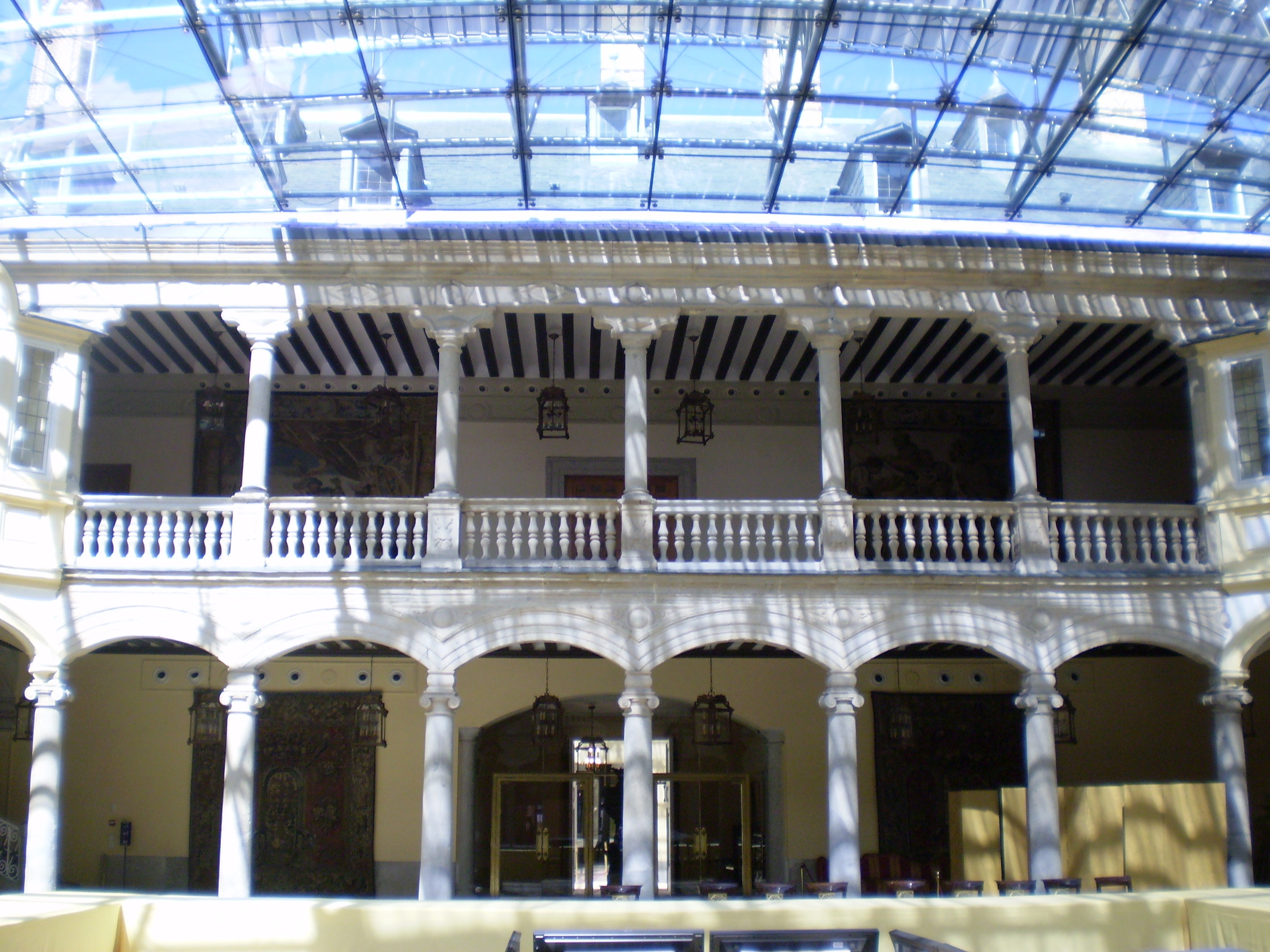
Pátio dos Áustrias, de estilo renascentista. Actualmente encontra-se coberto por uma abóbada envidraçada, o que permite o seu uso para actos oficiais.

### Exterior
O palácio herdou no seu traçado a estrutura geral do primitivo castelo sobre o qual se ergue. Possui uma planta quadrangular e está rodeado por um fosso. Apresenta torreões nas esquinas e um pátio central, assim como dois pátios laterais (denominados dos Áustrias e dos Bourbon), na mesma linha dos velhos alcázares espanhóis.
Na sua parte externa, destiguem-se uma peanha em granito, um muro de ladrilho e o telhado. As portas e janelas aparecem emolduradas com pedra lavrada. Destaca-se a entrada principal, em redor da qual se estendem uns jardins.
As coberturas de lousa devem-se ao impulso de Filipe II, assim como as obras de chumbamento, para as quais se mandaram vir oficiais flamencos e chumbadores ingleses. Foi um dos primeiros edifícios em Espanha com cobertura de lousa.

### Interior

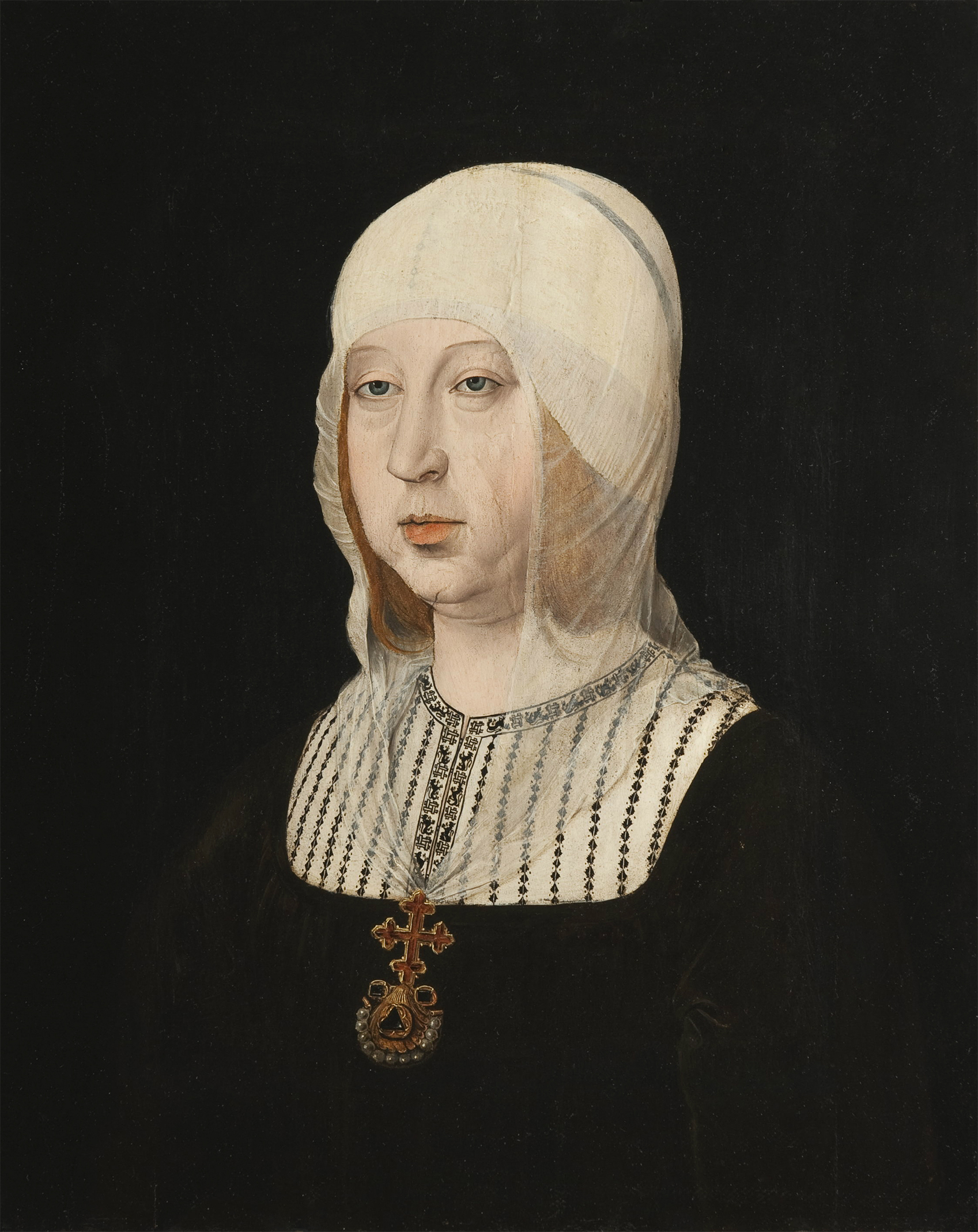
Retrato de Isabel a Católica, de Juan de Flandes, uma das obras pictóricas mais importantes do Palácio Real d'O Pardo.

O palácio albergava importantes obras pictóricas, assim como elementos decorativos de grande valor, os quais desapareceram, na sua maior parte, no incêndio do século XVII. Apesar de tudo, da época de Filipe II ainda se conserva um tecto pintado por Gaspar Becerra e do reinado de Filipe III as pinturas realizadas por Carducho e Cabrera.
No século XVIII, as suas salas foram dotadas de uma relevante colecção de tapetes, elaborados na Real Fábrica de Madrid, a partir de esboços de Bayeu, Castillo e Goya, dos quais se conservam cinco séries.
Os quadros mais destacados que se exibem no palácio são o "Retrato de Isabel a Católica", de Juan de Flandes, e o Retrato de Dom João José de Austria a cavalo", de José de Ribera, além de obras de Antonio Moro, Hieronymus Bosch, Sánchez Coello, Lucas de Heere e Sofonisba Anguissola.
No incêndio de 1604, queimaram-se importantes telas da colecção pictórica iniciada por Filipe II, mas não a chamada "Vénus de El Pardo", de Tiziano, actualmente no Museu do Louvre.
No que diz respeito ao mobiliário, a maior parte das peças correspondem aos séculos XVIII e XIX, estas últimas de estilo Império.
Arquitectonicamente, a escadaria desenhada por Francesco Sabatini e o Pátio dos Bourbons são os elementos que mais sobressaem no interior do palácio.

## Arredores

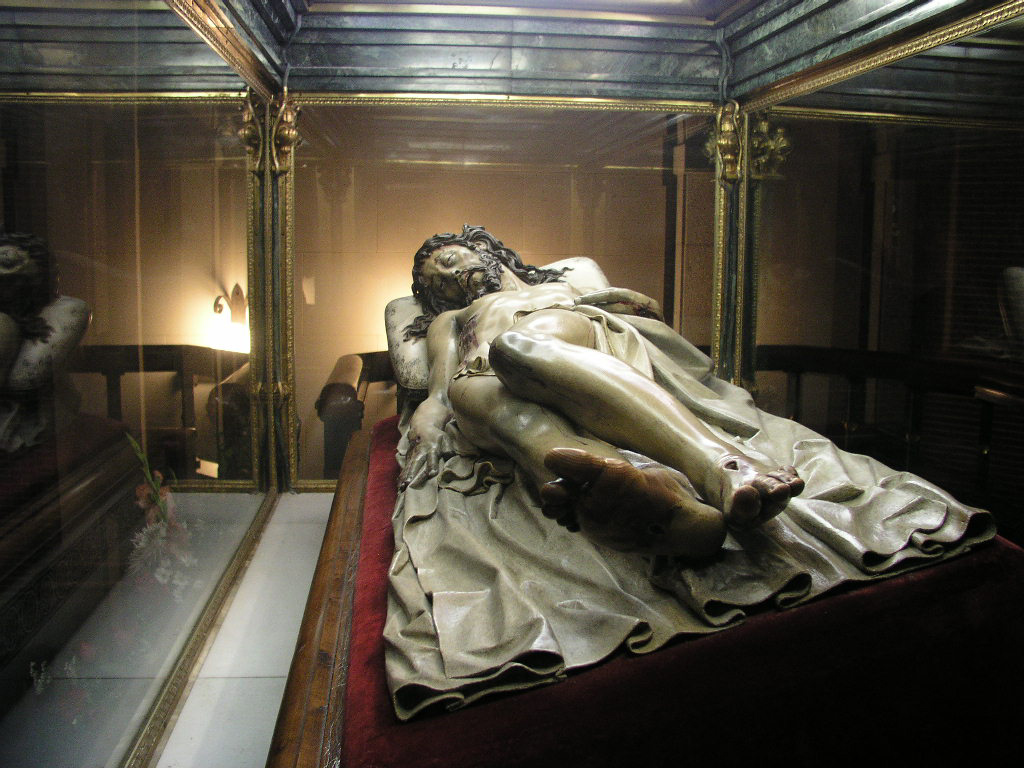
"Cristo jacente" ou "Cristo de El Pardo", obra do século XVII de Gregorio Fernández, que se exibe no Convento dos Padres Capuchinhos.

Em redor do Palácio Real d'O Pardo foi-se desenvolvendo um conjunto monumental promovido pela monarquia espanhola, no qual se destacam os seguintes edifícios:
- Quinta do Duque do Arco - Esta propriedade alberga um palecete, uma casa de lavoura e jardins com grupos escultóricos e fontes de artifício. Foi doada no ano de 1745 aos Reis Filipe V e Isabel de Farnesio. Dentro do palacete merece destaque a decoração interior, com especial menção para os murais em papel pintado, o seu mobiliário, as suas pinturas e as suas tapeçarias, as quais datam da época de Fernando VII e Isabel II.
- Casita do Príncipe - Esta casa foi concebida como un palacete de recreio da Casa Real Espanhola no século XVIII. O seu autor foi o arquitecto Juan de Villanueva, o qual começou as obras no ano de 1772.
- Convento dos Padres Capuchinhos - A construção deste convento obedece ao impulso do Rei Filipe III, o qual o mandou erguer em 1612, se bem que a inauguração oficial só teve lugar em 1650. No seu interior conservam-se obras pictóricas (caso de "A Virgem dos Anjos", de Francisco Ricci) e escultóricas (como o "Cristo jacente", de Gregorio Fernández).

O Palácio Real d'O Pardo encontra-se num enclave de alto valor paisagístico e ambiental. O Monte d'O Pardo está considerado como um dos bosques mediterránicos melhor conservados na Europa, tanto no que respeita à flora como à fauna. Encontra-se protegido através da sua inclusão no "Parque Regional de la Cuenca Alta del Manzanares".